# Самченко, Георгий Дмитриевич
Гео́ргий Дми́триевич Са́мченко (литературный псевдоним — Его́р Са́мченко; 25 января 1940, Мелитополь, Запорожская область ― 13 августа 2002) — русский советский поэт, переводчик и литературный критик 1970—1990-х годов.
Окончил Запорожский медицинский институт. По профессии врач-психиатр. Работал в симферопольской газете «Крымский комсомолец». Жил в Подмосковье, в городе Солнечногорске. С 1973 года — главный психиатр Солнечногорского района Московской области. Учился в поэтическом семинаре Евгения Евтушенко. Е. А. Евтушенко много позднее включил стихи Самченко в свою однотомную антологию «Строфы века». Один из любимых учеников Бориса Слуцкого и один из наиболее ценимых Александром Межировым поэтов.
Член Союза писателей СССР. Литературный критик журнала «Смена». Автор трёх поэтических сборников, изданных в советское время: «Жёсткий вагон» (1975), «Помогаю жить» (1987), «Лики свободы» (1989). В постсоветское время поэзия Самченко оказалась невостребованной. Творчество Самченко вызывало разноречивые отклики в критике, тем не менее среди тех поэтов и критиков, кто положительно оценивал его творчество, существовало мнение, что наиболее значительным из созданного Самченко следует признать поэму «Иван Грозный», написанную в 1970-е годы. Из-за частых отсылок к литературной классике его стихи стали объектом стихотворных пародий Александра Иванова, Алексея Пьянова и многих других, тогда как Евгений Евтушенко, Михаил Синельников, Феликс Медведев и другие поэты и критики награждали его стихи самыми превосходными эпитетами.
Печатался в газетах «Комсомольская правда», «Литературная газета», журналах «Знамя», «Юность», «Октябрь», «Смена», «Огонёк», «Наш современник», «Литературная учёба», «Кубань», альманахах «Поэзия», «День поэзии», «Сердце России». Идеологически его творчество с некоторыми оговорками причисляется к современному почвенничеству, хотя в консервативном лагере писателей-патриотов солнечногорский поэт занимал собственную позицию. Язык Самченко изучают культурологи и лингвисты. В памяти современников остался благодаря незаурядному поэтическому таланту и неуравновешенному характеру, делавшему общение с поэтом трудновыносимым. В последние годы страдал алкоголизмом, и алкогольная деморализация, а также демарши, связанные с ней, дали обильную пищу мемуаристам для противоречивых суждений о Самченко-поэте. С середины 1990-х годов сведения о нём обрываются, творчество поэта оказалось забытым, и его смерть прошла незамеченной, однако с 2010-х годов интерес к личности и творчеству Егора Самченко в среде российской литературы пробуждается вновь.

## Биография
Георгий Самченко родился 25 января 1940 года в Мелитополе на Украине. Его отец-фронтовик Дмитрий Иванович Самченко родился в 1908 году. По одним сведениям, это младший лейтенант 29-й отдельной курсантской стрелковой бригады, погибший в битве под Москвой 26 ноября 1941 года и похороненный в братской могиле в городе Яхрома; по другим сведениям, отец будущего поэта погиб под Сталинградом, третьи источники утверждают, что Дмитрий Самченко служил командиром взвода Второго отдельного стрелкового батальона Первой гвардейской стрелковой бригады, дослужился до лейтенанта и погиб 18 февраля 1943 года под Ленинградом. Родом отец был кубанский казак с хутора Харьковского Невинномысского района Орджоникидзевского края, он был женат на Пелагее Ивановне Самченко.
В 1960-е годы, взяв себе литературный псевдоним Егор Самченко, Георгий Дмитриевич начал печататься в симферопольской молодёжной газете «Крымский комсомолец». В литературную студию «Крымского комсомольца», кроме Егора, входили писатели Руслан Киреев, поэт Владимир Ленцов и драматург Валентин Крымко, в то время носивший фамилию Гуревич, а позднее — Придатко. Все они впоследствии переехали в Москву и стали членами Союза писателей СССР. До того, как стать сформировавшимся поэтом, Георгий был рабочим, солдатом, студентом.
После окончания Запорожского медицинского института в 1964 году Георгий жил в Солнечногорске по адресу ул. Баранова, д. 24/9, кв. 47, где работал главным психиатром Солнечногорского района Московской области. Психоневрологическое отделение Солнечногорской районной больницы было создано в 1973 году. Весной 1972 года вместе с поэтами Литературной студии при МГК ВЛКСМ Борисом Камяновым, Виктором Гофманом, Сергеем Гончаренко посещал литературный семинар Евгения Евтушенко, и признанный мэтр советской поэзии был весьма высокого мнения о мастерстве начинающего поэта. Осенью 1972 года Е. А. Евтушенко передал своих учеников Борису Слуцкому — ещё одному поэту-шестидесятнику и старшему товарищу по совместным вечерам поэзии в Политехническом музее. Следующие несколько лет они учились у него. К названным поэтам присоединились Олеся Николаева, Ольга Чугай, Геннадий Калашников, Евгений Блажеевский, Гарри Гордон, Виктор Коркия и некоторые другие.
Первая книга стихов начинающего поэта «Жёсткий вагон» вышла в 1975 году в издательстве «Современник», и уже в 1976 году его после издания единственной книги принимают в члены Союза писателей СССР. В конце 1970-х и в начале 1980-х годов Самченко работал критиком журнала «Смена». В 1978 году журнал впервые организовал конкурс одного стихотворения, проходивший под девизом «Пою моё Отечество», и в задачу Егора Самченко входил разбор поэтических рукописей, присланных в редакцию со всего Советского Союза. Отобранные рукописи он предоставил на суд главному редактору журнала Альберту Лиханову. Подобный читательский конкурс позднее проводила газета «Комсомольская правда». В журнале «Смена» поэт-критик напечатал рецензию на сборник «Родник» издательства «Правда» 1980 года, в котором публиковались победители поэтического конкурса этой газеты. Однако спустя некоторое время поэт лишился работы в «Смене» и был уволен из редакции. Следующая книга «Помогаю жить» в издательстве «Советский писатель» вышла в 1987 году. Как было сказано в аннотации к книге, она пронизана чувством истории (стихотворения «Одиночество Дмитрия Донского», «Иван Грозный», «Костёр Аввакума» и другие стихи из раздела «Русский, Россия»). В этом же году состоялся диалог Егора Самченко с писателем Даниилом Граниным о перестройке.
Третья книга «Лики свободы» в 1989 году вышла вновь в издательстве «Современник». Сборник получил заглавие по названию одного стихотворения, опубликованного в предыдущей книге. В издательской аннотации новая книга характеризовалась как остросоциальная, а её лирическая тема была распределена по времени от Пифагора до Н. Ф. Фёдорова. Она включала в себя часть произведений, опубликованных в предыдущем сборнике «Помогаю жить» («Осенний Приап», «Ленин», «Тайна Блока», «Воробей», «В субботу, на исходе дня…» и т. д.). В отличие от двух предыдущих книг автор предпослал читателям собственное предисловие, в нём он поделился некоторыми творческими принципами. В частности, он рассказал, как создавалось стихотворение «Тайна Блока»: «Когда я писал „Тайну Блока“, я был носителем Блока». Он увязал проблемы экологии с этикой: «Мне кажется, что мысль — до конца нравственная организация, абсолютно исключающая зло. Этого мало. Требуется коллективное поле нравственности, при которой, может быть, только и возможна сверхпроводимость. <…> Решая проблему экологии, мы защищаем себя. Очень может быть, что не только защищаемся».
В постсоветское время Егор Самченко выпустил буклет «В октябре и т. д.» по следам октябрьских событий 1993 года в Москве в издательстве «Рекламная библиотечка поэзии». Руководителем издательства, созданного ещё в 1989 году, был коллега Самченко по «Крымскому комсомольцу» поэт Владимир Ленцов. Стихи Самченко печатались в журнале «Юность», в альманахе «День поэзии», в «Комсомольской правде», в журнале «Знамя». Критик журнала «Новый мир» Диана Тевекелян в своих воспоминаниях писала о том, как она прочитала С. С. Наровчатову, главному редактору этого журнала, поэму Самченко об Иване Грозном и настойчиво просила его напечатать в их журнале это произведение. Она горячо убеждала Наровчатова тем, что фигура Грозного была интересна и ему, но главный редактор уклонился от обсуждения достоинств поэмы и печатать её категорически отказался.
Распутин Гришка возвратился,

Он, извиняюсь, воду пьёт.

А кто, а кто не изменился? 

Трамвай, набитый им, идёт.

Вот два греха невинно вышли,

И я ловлю себя на мысли: 

Распутин я с того виска,

А с этого я Сам ЧК.

Я и убийца мой, мы спелись,

Я нас за правду полюбил.

Я Феликс, раз, я Феликс, Феликс! 

Я отравил, я застрелил.

Я сам бывал в моей квартире,

Я о других не говорю.

Я проломил мой череп гирей,

Я проломил, я утоплю!

А наши глазы выплывают 

Из вашей проруби, в снегу.

А их — снежинки закрывают 

На том и этом берегу.
В последние годы Егор Самченко, по сведениям М. И. Синельникова, пристрастился к спиртному, лишился работы, страдал от безденежья, жена и дочь его оставили, немногочисленные друзья отвернулись. Оставшись без медицинской практики, без гонораров, без семьи, Самченко оказался в стеснённых обстоятельствах, столкнулся с голодом. Безработице, алкоголизму и семейной драме посвящены многие строчки книги с оптимистическим названием «Помогаю жить», выпущенной в 1987 году. Опустившийся поэт докучал ночными звонками М. И. Синельникову и А. П. Межирову. Из жалости к участи Егора Михаил Синельников одолжил без всяких условий поэту крупную сумму денег, которой могло бы хватить на несколько месяцев, но тот спустил всё за несколько дней. Узнав о неудачном меценатстве Синельникова, поэт Евгений Рейн устыдил Михаила Исааковича: «Как ты мог дать деньги такому <…>, как Самченко!»
После этого случая Синельников и Межиров решили не поощрять денежной помощью пьянство ненадёжного Егора, а обеспечить его работой. Александр Межиров предложил Самченко заняться переводами с идиша стихов А. А. Вергелиса. Побочной целью приятелей было умерить привнесённый антисемитизм Егора Самченко. «Стихийные страхи малоросса перед еврейством», по их мысли, должны были бы исчезнуть при живом общении с главным редактором журнала «Советиш Геймланд», к тому же сулившим неплохой гонорар за работу. Однако переводы Самченко оказались никуда не годными, и А. А. Вергелис отказался от мысли их печатать.
На излёте славы Самченко в 1995 году его стихи издал в своей антологии «Строфы века» Евгений Евтушенко. Для публикации Евтушенко отобрал два стихотворения: «Маленькое послесловие» (заключительный фрагмент стихотворения «Распутин» из книги 1989 года и камерное четверостишие об обломовщине из той же книги «Лики свободы», протянувшее, по словам В. В. Кузнецова-Казанского, нить от русской классики через Сергея Есенина в наши дни:
Я славлю сон Обломова! Ещё,
Пускай ещё обломовщина снится!
Он спал, упав щекою на плечо,

А не расстреливал несчастных по темницам.
Публикуясь по инерции в 1990-е годы в журнале «Наш современник», Егор Самченко и там спустя некоторое время оказался невостребованным. Он умер в безвестности, о чём сообщил в своём блоге его однокурсник по литературному семинару у Евгения Евтушенко и Бориса Слуцкого — Георгий Елин. Через десять лет после публикации в поэтической антологии Евгения Евтушенко о Самченко мало кто вспоминал, кроме друзей поэта. Так, учительница русского языка и литературы из Казани Ф. Х. Мустафина при изучении темы «Лексика» предлагала ученикам прочитать стихотворение «некоего поэта Е. Самченко» «Вольно так, легко отчего-то!…» (стихотворение впервые было опубликовано в альманахе «День поэзии» в 1972 году, а затем завершало собою сборник «Жёсткий вагон» 1975 года). Об этом курьёзном, по мнению Ф. Х. Мустафиной, стихотворении она пишет в статье «Культура языка — часть национальной культуры», помещённой в сборнике материалов республиканской научно-практической конференции «Русский язык как государственный в национально-региональных условиях Татарстана», состоявшейся 7 декабря 2007 года. По её словам, у её учеников данное стихотворение Егора Самченко вызывало бурю негодования, несмотря на то что оно написано в патетически-восторженном духе.
Постепенно в 2000-е и 2010-е годы начали публиковаться воспоминания о Самченко его современников (М. И. Синельников, Г. А. Елин, О. А. Николаева, Ю. М. Поляков, С. К. Вермишева). Поэт и предприниматель Д. А. Мизгулин по случаю празднования 75-летия Победы начал издание пятнадцатитомной поэтической антологии «Война и мир» под редакцией Б. И. Лукина в рамках издательского проекта «Литературный фонд „Дорога жизни“». В IX книге этой антологии, впервые за двадцать пять лет после публикации Евгения Евтушенко в антологии «Строфы века» (если не считать издания переводов на русский язык венка сонетов «Ствол жизни» чувашского поэта Н. А. Теветкела в журнале «Лик» в 2011 году), была напечатана подборка из четырёх стихотворений Егора Самченко, посвящённых военной теме: «Мороз и солнце. Бьют куранты…»; «Я запомнил ещё, // Как во время войны…»; «Дядя Федя»; «Интервью с Покрышкиным». Публикацию сопровождала краткая биографическая справка, в которой из-за скудности информации дата смерти Егора Самченко в 1994 году (дата последней публикации поэта в журнале «Наш современник») была поставлена под вопросом.
На сайте российской Федеральной нотариальной палаты в реестре наследственных дел значится дело № 189/2002 представителя Московской областной нотариальной палаты в Солнечногорске, согласно которому Георгий Дмитриевич Самченко умер 13 августа 2002 года. Похоронен на кладбище деревни Обухово (Солнечногорском новом кладбище).

## Творчество и критика
Дебютная книга Самченко «Жёсткий вагон» (1975), по оценке автора предисловия Игоря Шкляревского, «своеобразная, влюблённая в нашу действительность, быстро чувствующая и думающая», и вехи его типично советской биографии чувствуются в стихах молодого поэта. «Но не менее важно и то, что Егор Самченко идёт не просто по пути внешних событий жизни, но душевно осмысливает их, зная, что живое движение сегодняшнего дня нельзя понять без дня вчерашнего, которому мы всегда обязаны нашей мирной жизнью». Книга «Жёсткий вагон» с инскриптом от 5 апреля 1975 года своему поэтическому наставнику Борису Слуцкому хранится в РГАЛИ.

### Неудачи поэтических переводов
В совместном с Игорем Шкляревским переводе с туркменского выходили стихи Италмаза Нурыева (1976). Перевод стихов грузинского поэта Симона Чиковани в «Библиотеке поэта» (Большая серия, 1983) Самченко делал один. Несмотря на благосклонность к Егору Самченко литературных мэтров, его творчество нередко становилось предметом критики собратьев по перу. В упрёк ему ставились торопливость и неточность его поэтических переводов. Поэт и журналист Станислав Золотцев откликнулся в журнале «Дружба народов» на совместные поэтические переводы Шкляревского и Самченко. В целом одобрив работу Игоря Шкляревского, критик отметил, что стихи туркменского поэта выглядят как будто написанными двумя разными людьми, и дело не в Нурыеве, а в его переводчиках. «На фоне работы Шкляревского бросается в глаза вяловатость тех страниц, над которыми работал Егор Самченко». Его переводы несут на себе следы поспешности, а отдельные стихотворные строки звучат «с акцентом».
Поэт Илья Дадашидзе весьма нелестно отозвался о переводах Егора Самченко поэзии Симона Чиковани: «Слезами оросил я слёз квартал (?) / И свой аршин отмерил по дороге (?)». Критика возмутило, что в таком виде Самченко перевёл не одно-два, а тридцать пять стихотворений грузинского поэта. Илья Дадашидзе заметил, что если бы такие переводческие опыты смог увидеть сам покойный Симон Иванович, то он вновь повторил бы своё мнение о переводчиках поэзии: «Прошу, чтобы меня не переводили совсем». В связи с грузинскими переводами Егора Самченко Илья Дадашидзе упомянул заметку в журнале «Литературная Грузия» под красноречивым названием «Как не делать переводы», она принадлежала поэту, литературному критику и литературоведу Татьяне Бек. В ней рецензент писала, что переводы Самченко поэзии Симона Чиковани искажали подлинник до неузнаваемости (например, вместо «нагая красота» — «красота наготы» и так далее), они недобросовестны и неадекватны, они наполняли стихи С. И. Чиковани отсебятиной самого Егора до такой степени, что в конце концов стали досадным эпизодом «в славной истории русских переводов поэзии Симона Чиковани», представленной именами таких выдающихся переводчиков, как Б. Пастернак, Н. Заболоцкий, А. Межиров, А. Тарковский, П. Антокольский, Е. Евтушенко, Б. Ахмадулина.
В 1984 году в издательстве «Современник» в переводе Е. Самченко, Н. Кондаковой и И. Бехтерева вышла книга якутского поэта Саввы Тарасова «На берегах Синэ». На её выход в журнале «Полярная звезда» откликнулась переводчик Марина Тищенко. Такие трудно сочетаемые фразы Самченко, как «золотая просинь», «некрепкий неба шов», «восход зари», «страницы лист», «берега стали мелки» и тому подобные примеры его переводческой деятельности она экспрессивно характеризовала как «перлы». По её словам, понимать якутское выражение «сүрэх-быар» как «сердце и печёнку» всё равно, что русское «чувствую нутром» воспринимать буквально. «И уж совсем удивляет „пихание в ворот“ вместо „за ворот“. Что там о предках якутов, если переводчик и с русской грамматикой не в ладах», — восклицает М. Тищенко. «Совершенно беспомощными, — пишет она, — иногда выглядят целые строфы».
«Но зелёный лист увянет,

Вещей ложью правда станет,

Ваша светлая вода

Потемнеет — я-то знаю!» —

Он сказал, перо роняя.

Я ответил: — Никогда!

Тихо каркнул он вчера,

Вырвал с мясом два пера.

«Но тогда сочтёмся солью,

Если выкипит вражда —

Станет ненависть любовью!»

Я ответил: — Никогда!

И, выдёргивая перья,

Гаркнул он: «Но в наше время

Ты счастливый и весёлый,

Но увянет лист зелёный —

Спета песенка твоя!»

— Никогда, — ответил я.

### Творчество поэта и публициста в оценке критиков
Под огонь критики попадала и оригинальная поэзия Егора Самченко. Так, Станислава Рассадина первая книга стихов «Жёсткий вагон» совершенно не впечатлила. Ему не понравилось и «трогательное братание» с М. Ю. Лермонтовым. Затем критик полностью воспроизвёл восьмистишие Самченко, начинающееся строкой «И спросил поэт французский…», сопроводив его ироничной ремаркой: «Это не обрывок, это всё стихотворение. Оставляю любопытным удовлетворение копаться в этой таинственной картинке и гадать, что же на ней изображено». Третье произведение, поставившее в затруднение критика, было стихотворение «Пальто». Оно было посвящено эпизоду с подарком Борисом Слуцким Егору нового пальто, но из текста стихотворения Самченко детали этого события были неясны. В результате критик не нашёл добрых слов по адресу дебютного сборника стихов Самченко: «Упрекать Егора Самченко не за что. Каждый вправе писать, как он может. Но к двум редакторам книги у меня претензия. И к третьему, к автору восхищённого предисловия Игорю Шкляревскому, который, ни много ни мало, пишет вот что: „Книга написана уверенной рукой…“».
Неприятие поэзии Егора Самченко Станислав Рассадин сохранил на долгие годы. Двенадцать лет спустя критик был столь же неумолим. На этот раз он выбрал для иллюстрации поэтической беспомощности рецензируемого им поэта стихотворение «В субботу, на исходе дня, вселился светлый дух в меня…». Разочарование критика не стало меньше от того, что публикация стихотворения состоялась «в хорошем журнале» (стихотворение Самченко напечатал перестроечный «Огонёк»). Критик восклицал: «„Я помню, вспомнил… И взрослым детям, извините…“ — за голову впору схватиться». Между тем он обошёл молчанием поэму Самченко «Иван Грозный», положительно оценённую Дианой Тевекелян, Михаилом Синельниковым и Александром Межировым. Свои критические суждения о поэзии Самченко высказали Т. Паршина, Г. Красухин, Е. Калмановский, С. Золотцев.
Сомнения критика Геннадия Красухина вызвали те же стихи, которые подверг критике Станислав Рассадин: «И спросил поэт французский…», «Тоска по Лермонтову», а также стихотворение «И друг степей калмык», иначе говоря, вновь лермонтовские и пушкинские аллюзии. В первом случае его недовольство вызвала неясность поэтической мысли, автор очевидно перестарался, камуфлируя от читателей свой поэтический лейтмотив. «„Айсберг“ смысла этого стихотворения солнечногорского поэта целиком ушёл под воду», — считал критик. Во втором случае Г. Г. Красухин утверждал, что у Самченко нет элементарной культуры чувства. И чем меньше у поэта культуры, тем больше у него самомнения и упоения собой. Третье стихотворение, как и первое, по мнению критика, страдает толикой бессмыслицы: система разнородных аллюзий, отсылающих к пушкинской поэзии (Молдова и «друг степей калмык»), никак не связаны в единое целое. В результате вместо собственного цельного поэтического взгляда у рецензируемого поэта критик видит лишь образ поезда в Молдове, образ льна — в Беларуси, то есть, по пословице «в огороде — бузина, в Киеве — дядька». Г. Г. Красухин порицал неточность грамматических построений Самченко, глагольную рифму говорю / люблю, его раздражали первые строчки у стихов «На ресницах прилетела, / Очи настежь — я притих» и «В горле моём тишина — / Ни тебе зяблика даже». Вину за допущение несовершенных, с точки зрения критика, стихов Геннадий Красухин, как и Станислав Рассадин, возлагал на редакторов издательства «Современник» Леонида Вьюника и Сергея Сушу.
Станислав Золотцев, отрицательно оценивший переводческие опыты Егора Самченко, не смог принять и собственные стихи начинающего поэта. В обзоре поэзии молодых авторов «Свои слова о времени своём» он повторил упрёки советской критики по части вторичности вдохновения поэта, следующего за образцами классической поэзии, отсутствия собственной системы образов: «Хуже, когда выходят книги настолько бесцветные и подражательные по сути своей, что трудно понять — чем, кроме желания печататься, был движим автор». К числу наиболее неудачных явлений этого плана он относил книгу «Жёсткий вагон». Сравнивая творческие дебюты поэта Олега Кочеткова и Егора Самченко, критик приходил к выводу, что если у О. Кочеткова «перепевы и повторы кажутся случайными», то у Е. Самченко «явно высказан и открыто сделан упор на „взятие напрокат“ у классиков их отдельных мыслей, находок и целых строк». «Неужели, чтобы высказать тревогу и грусть по уходящей молодости и несвершённым мечтам, у автора не нашлось ни единого своего словечка?» — задавался вопросом Станислав Золотцев. Однако и другие стихи Самченко не вызвали у него душевного отклика: «Далее идут целые страницы с „текстами“ — стихами не назовёшь — не несущими в себе чаще всего ни примет времени, ни размышлений над ним, ни хотя бы каких-нибудь черт духовного бытия современника. Автор, погружённый в узколичное рефлектирование, кажется, и не хочет вовсе представить читателю свои мысли в их должном оформлении».
Если полемический запал С. Б. Рассадина, Г. Г. Красухина и С. А. Золотцева вызвали стихи Самченко, то поэт и литературовед Игорь Волгин подверг критике манеру Егора писать поэтические обзоры, в частности, его внимание обратил на себя очерк «„Остановись, мгновенье, ты — прекрасно“. Заметки о новых книгах молодых поэтов» в альманахе «Поэзия», написанный автором в своеобразной, присущей ему экспрессивной манере: «Когда пульс нашего времени так стремителен, так злободневно взволнован, а время, вцепившись в пылающий хвост стартующей ракеты, уносится, врезываясь в звёзды, когда всех нас так волнуют события на Ближнем Востоке, а общечеловеческая мысль то полубожества, то полузверя с улыбкой вспоминает о кремниевых ружьях и кавалерийских баталиях, когда величье отступает в логарифмы, а живой кристалл информации так парадоксален — сжимается, умопомрачительно расширяясь…», <тогда> «сегодняшний день молодой нашей поэзии волнует меня не только как читателя стихотворений, но и как… гражданина». Рецензент недоумевал: «Что это? Школьное сочинение или неудачная литературная пародия?» Он отказывается верить, что это статья о поэзии. «Скверно, — говорил Маршак, — что наш слух не защищён и уши не имеют ресниц», — резюмирует Игорь Волгин. В рассматриваемой статье «Остановись, мгновенье, ты — прекрасно», вызвавшей негативную реакцию Игоря Волгина, Егор Самченко подверг критике стихи самого Игоря Волгина.
К мнению Игоря Волгина присоединился критик Валентин Каменев. В своей рецензии на статью врача из Солнечногорска, говорившего, по характеристике В. Ф. Каменева, ни много ни мало — от имени «культуры русского поэтического слова», но имевшего весьма приблизительное представление о рамках скромности и такта, критик отметил, что Егор Самченко, приняв вальяжно-небрежную позу, снисходительно выговаривал дерзким молодым поэтам «с исчерпывающим наличием отсутствия поэтической судьбы и лица необщим выраженьем», хотя книги этих авторов заслуживали самой серьёзной критики. Валентин Каменев добавил к этому, что Самченко, наверняка, упивался собственным красноречием, однако и его авторский стиль был весьма далёк от идеала, ибо статья Егора была наполнена штампами и оборотами, характерными для эпохи так называемой «разгонной» критики. Критик Л. Г. Баранова-Гонченко в статье «Романтический плащ и куфаечка в заплатах» упрекнула Егора Самченко (наряду с Сергеем Куняевым) в равнодушии к творчеству молодых советских поэтов 1980-х годов: «Предваряя разговор о новой поэтической волне, поэт Е. Самченко и критик С. Куняев проявляют настойчивое единодушие в том, как не замечают „необщее выражение“ лица нового поколения. И напрасно». Статья Барановой-Гонченко была опубликована в третьем номере журнала «Литературная учёба» и касалась статей Самченко «Волна? Да, как неопределённость» и «Хорошо выученный урок» Куняева, опубликованных в предыдущем номере той же «Литературной учёбы» и полемически затрагивавших вопрос о «новой волне» поэзии 1980-х годов.
Среди немногих доброжелательных критиков, чьи оценки освещали как положительные, так и отрицательные моменты творчества Егора Самченко, был ленинградский писатель и театровед Евгений Соломонович Калмановский. В отдельной статье «Стихи — слова или поступки?», посвящённой разбору книги Самченко «Жёсткий вагон», он писал, что у книги хорошее название, хотя и не отражающее суть творческих принципов её автора. Название «Жёсткий вагон» вызывает у читателя бытовые, будничные и весьма демократичные ассоциации, тогда как стихи автора по преимуществу — сложные, возвышенные монологи о самом себе. По мнению критика, предпочтительнее было назвать дебютную книгу автора «С небом сердце встречалось…» по одной из строчек опубликованного в книге стихотворения «Падал, вставал, улыбался…».
Для Самченко характерно «единство наружной взвинченности с непременным воспарением души», иногда преобладает первое, иногда второе. Поэтический язык его не прост, а почти всегда это какой-то специально вывороченный язык. Смысл некоторых строк понять совершенно невозможно, любовь поэта к искусственному усложнению простых вещей приводит к вычурности, которая может вызывать лишь раздражение. Так, в стихотворении «И друг степей калмык» у Егора есть строчка «Но я не осушал чернила». Осушить можно лишь какую-либо ёмкость: рюмку, бокал и так далее. Если бы автор выразил свою мысль проще, яснее, он избежал бы ненужного раздражения в свой адрес. Как и многих других критиков поэзии Самченко, его стихотворение «И спросил поэт французский…» также повергло Е. С. Калмановского в недоумение.

            И снова на дорогу

            Один я выхожу.

            Какая это мука,

            Когда рука молчит,

            Когда звезда ни звука

            Звезде не говорит.

                        Егор Самченко
Я вышел на дорогу

Один без дураков.

Пустыня внемлет богу,

Но я-то не таков!

Лежит на сердце камень,

А звёзды ни гугу…

Но уж зато руками

Я говорить могу.

У классиков житуха

Была… А что у нас?

Заместо глаза ухо,

Заместо уха глаз…

Мне, правда, намекали,

Мол, не пиши ногой,

Не говори руками,

А думай — головой!
Когда я шёл и думал-или-или,

Глухонемые шли со мною рядом.

Глухонемые шли и говорили,

А я не знал — я рад или не рад им.

Один из них читал стихи руками,

А два других руками их ругали,

Но как глухонемой — глухонемых,

Я не способен был услышать их.
К прочим особенностям творчества Самченко Е. С. Калмановский относил рефрены: «синие взоры», «синь очей»; «земная ось», «ось земная» и т. д. По мнению критика, поэт явно отдаёт предпочтение блестящему словесному оформлению, красивой форме в ущерб глубокому содержанию: «Но когда стихи — слова, а не поступки, то нет знаменитой живой воды, всё сливающей вместе в общем дыхании». Критик отметил важность использования всего объёма духовной жизни автора, чтобы его стихи не были лишь формой его культурного отдыха. В противном случае, когда, например, поэт пишет стихи о дружбе, его любовь к друзьям выглядит декларативной и не вызывающей сопереживания. Стихи Самченко обнаруживают его знакомство с лучшими образцами русской и зарубежной поэзии, но сквозь словесную декларацию Егора не чувствуется личного отношения, личного понимания, сути собственных ассоциаций со стихотворениями классиков, его стихи напоминают коллекцию разных поэтических голосов.
Далее критик сделал дежурные критические замечания в адрес стихотворений «Мороз и солнце. Бьют куранты…», «Тоска по Лермонтову», а также не делавшиеся прежде упрёки по адресу стихотворения Самченко «Ответ» — парафраз «Ворона» Эдгара По, «И море. И родные небеса» — на мотив лермонтовского «Паруса». Однако, отмечает критик, помимо перепевов других поэтов, в книге «Жёсткий вагон» встречаются строки, которые воспринимаются как самостоятельный поэтический поступок, а не подражание недосягаемым образцам (стихи «Я так хочу отречься от себя…», «Последнее бабьего лета объятье…» и некоторые другие), и именно они внушают некоторый оптимизм.
Весьма положительный отзыв о поэзии Егора Самченко оставил писатель Феликс Медведев. В рецензии на ежегодник «День поэзии 1982», где были помещены стихи поэта «Выбираю злобу дня. Так что не взыщите…»; «Вы, дорогие мои, Вы отвернётесь едва ли…», критик отметил интересные и оригинальные стихи Самченко, написанные им в последнее время: «В его стихах всё чаще ощущается та благородная многозначность, глубина мысли и темперамент, которые отличают настоящего поэта от стихотворца». Рецензент упрекнул хулителей этого своеобразного поэта за то, что они в поисках негатива чаще всего обращаются к ранним поэтическим произведениям Самченко и упускают из виду серьёзность его последних работ, заслуживающих самого серьёзного отношения, «профессионально компетентного анализа да и издательского внимания».
Евгений Евтушенко был безусловным поклонником поэзии Егора Самченко с момента появления последнего в поэтическом семинаре Литературной студии при МГК ВЛКСМ в 1972 году. По воспоминаниям сокурсника Самченко по этому семинару Георгия Елина, признанный мэтр щедро сыпал комплиментами в адрес поэтических метафор из стихотворений Егора Самченко «Дзю-до» и «Ночью кончились чернила»: «„Вода полногруда в стеклянном кувшине“ — отличная строка! „Занавеску зазнобило“ — пятёрка! „Глаза закрыла фотокарточка твоя“ — просто здорово!.. А это вообще гениально: „…и шумел сосновый стол“! Такую смелость мог взять на себя только Заболоцкий!..». Двадцать три года спустя, в аннотации к стихам Егора Самченко, опубликованным Евтушенко в его поэтической антологии 1995 года «Строфы века», составитель писал: «Обнажён, как поэт, до оголённых нервов. Один из любимых поэтов Александра Межирова».
По мнению М. И. Синельникова, стихотворений, доставивших Егору Самченко славу выдающегося поэта, не могло быть много: это стихи о приближающейся смерти, в них возникает образ могилы, над которой склонилась «жена-иуда», о матери, которая мыла полы в сталинской тюрьме (стихотворение «Я славе бью челом…» из книги «Помогаю жить», 1987), об умирающем Александре Блоке (стихотворение «Тайна Блока» из книги «Помогаю жить», 1987, «Лики свободы», 1989), о персидском поэте-суфии Джалаладдине Руми, о несчастном еврее, женившемся на роковой русской бабе. Эти стихотворения Егора Самченко Синельников уподобляет пастернаковскому образу страсти в виде электрических проводов под напряжением, поражающих насмерть: «Мы — провода под током!». Критик так передаёт своё впечатление от поэзии Самченко: «Мне казалось, что такой зверской чувственности, такого темперамента в русской поэзии ещё не бывало. Может быть, у Самченко это и было нерусское — скорей украинское, шевченковское?» Самым выдающимся произведением Егора он считает стихотворение, посвящённое Ивану Грозному даже вопреки тому, что ритмически этот стих был почерпнут автором в поэзии А. К. Толстого, но у Самченко вышло намного мощнее.

### В зеркале пародистов
Обильное употребление Егором знаковых образов классической литературы нередко делало его творчество предметом насмешек пародистов. Пародии на стихи Егора Самченко писали Анатолий Филиппов (пародия «Развивая тему», 1986 — на стихотворение «Воробей» из альманаха «День поэзии», 1986 г.), Владилен Прудовский (пародия «Верните птицу», 1977 — на стихотворение «Ответ», 1975 по мотивам «Ворона» Эдгара По), Виктор Завадский (пародия «Выхожу один я…», 1979 — на стихи «Тоска по Лермонтову», 1975 и «Мороз и солнце. Бьют куранты…», 1975), Алексей Пьянов (пародия «На троих», 1984 — на стихотворение «Тоска по Лермонтову», 1975), Александр Иванов (пародия «Сам себе звезда», 1978 — на стихотворение «Тоска по Лермонтову», 1975). Пародия Александра Иванова «Сам себе звезда» в авторском исполнении была показана по Центральному телевидению 15 сентября 1978 года в первом выпуске телевизионной передачи «Вокруг смеха». В этой пародии возникает образ незадачливого поэта, читающего стихи не языком, а руками. Поэт Николай Глазков, в свою очередь, написал стихотворение «Глухонемые», в котором обыграл образ глухонемого поэта.
Юмористический журнал «Крокодил» также не преминул возможностью воспользоваться удобным сюжетом для пародии. В 1978 году в очерке писателя-сатирика Владимира Волина «С классиком под ручку» «Крокодил» подверг критике столь полюбившееся пародистам стихотворение Самченко «Тоска по Лермонтову»: «Обратить на себя внимание читателей можно по-разному. Один из способов — взять под ручку классика. Не беда, что будет фамильярно, зато рядом с великим и сам как-то выше становишься. […] Так, молодой поэт Егор Самченко на страницах сборника „День поэзии“ 1975 года вышел на дорогу, взяв под ручку Михаила Юрьевича Лермонтова. И ведь не придерёшься: действительно обоим по 27!» Однако журналист «Крокодила» ошибся: в 1975 году Самченко было не 27, а 35 лет. В этом же очерке высмеивалась и претензия поэта Игоря Волгина (критиковавшего очеркистику Егора Самченко) опереться на классику за счёт пушкинских аллюзий.

## Мировоззрение. Язык
Идеологически Егор Самченко примыкал к правому крылу Союза писателей СССР, был дружен с литераторами так называемого «патриотического» направления: В. В. Кожиновым, С. Ю. Куняевым и другими. Творчеству последнего в 1980 году он посвятил статью «Красота и польза» в журнале «Огонёк». В ней Самченко с сочувствием писал о стихийном и бескорыстном чувстве гражданственности в творчестве друга-поэта. Со Станиславом Юрьевичем Егора Самченко роднит интерес к русской истории, к Куликовской битве и Дмитрию Донскому, к поэзии Пушкина, Лермонтова, Блока, Есенина, Заболоцкого, Смелякова. В этой статье Самченко продемонстрировал известную самостоятельность от взглядов влиятельного секретаря Московской писательской организации. Так, он не согласился с куняевскими обвинениями в адрес Осипа Мандельштама: «Правда, иногда Куняев в своих сопоставлениях излишне категоричен. (Замечу в скобках, что категоричность — не только звонкий, но и тяжеловатый аргумент в споре. Сопоставляя Есенина и Мандельштама, называя Мандельштама „увязнувшим“ в поэтической вторичности, Куняев не уступает в категоричности Тынянову, которого критикует за то, что тот Блока „стирал“ как традицию, а поэзию Есенина называл „звонкой монетой, чаще всего… фальшивой“)». О любви Самченко к поэзии Мандельштама и об особом положении Егора в лагере консерваторов позднее писал Михаил Синельников.
Десять лет спустя, в годы перестройки, когда в советском обществе начались публичные дискуссии по самым разным темам, Самченко высказался против статьи литературоведа Д. М. Урнова в газете «Правда» «Безумное превышение своих сил», направленной в осуждение романа Бориса Пастернака «Доктор Живаго» («Правда», 22 апреля 1988 года). Материалы дискуссии о романе покойного писателя были обобщены в сборнике «„Доктор Живаго“ Бориса Пастернака», вышедшем в 1990 году. Среди разноречивых откликов о правдинской статье экономистов, конструкторов, пенсионеров и военнослужащих отрицательный отзыв Егора Самченко был упомянут составителями сборника Л. В. Бахновым и Л. Б. Ворониным как мнение рядового нетитулованного читателя, а не как авторитетное мнение члена Союза писателей, литературного критика и именитого поэта, влияние творчества которого в этом же 1990 году Александр Межиров уподоблял влиянию Андрея Вознесенского, Иосифа Бродского и Беллы Ахмадулиной: «Тридцать лет назад в редакционной почте о „Докторе Живаго“ встречались письма, где говорилось: роман не читал, но я его не принимаю. Подобные отклики приходят и сегодня. Но звучат они так: Пока я не прочитал „Доктора Живаго“, но „статья Д. Урнова — нехорошая статья“. Автор этого письма Е. Самченко из Солнечногорска, правда, оговаривается, что знает другие прозаические произведения Б. Пастернака».
Автором предисловия к сборнику Л. В. Бахнова и Л. Б. Воронина был Андрей Вознесенский. А. Вознесенский и Е. Евтушенко, поэты-шестидесятники, в годы перестройки разделяли убеждения либеральной интеллигенции, в отличие от друзей Самченко из лагеря Станислава Куняева. О том, перед каким непростым выбором в эпоху литературных споров и идеологических баталий советской интеллигенции конца 1980-х годов оказался солнечногорский поэт, говорит письмо Самченко от 6 ноября 1987 года, обращённое к Даниилу Гранину: «Я впервые физически испытал, что такое „святая злоба“. <…> Тучные подборки Андрея и Жени мне надоели, к тому же они ищут врага, ломая воздух, забыв, что воздух — несокрушим: с ними я быстренько разделался, раздав каждому по ст[ихотворению]. Что делать, они сами этого захотели, я защищался». Далее Самченко в этическом восприятии смысла горбачёвских реформ пытается найти поддержку своим взглядам в позиции Гранина, правда, делая это сумбурно. Так, он поздравляет ленинградского писателя с семидесятилетием, хотя Гранину в ноябре 1987 года ещё только 68 лет:

Вопрос значительно шире, глубже, разветвлённей — Вы его точно назвали, обратившись к историкам. Куда девались карманные Берии? Что, их загразла [загрызла] совесть? Не думаю. Вот они-то действительно перестроились значительно раньше — носятся в воздухе, попадая в тл [телевизор] и т. д. — Высоцкий их точно назвал ячейками и реле. Превратившись в свиней, они бегают по мне с 75 года. Сцепившись с нами, по совету Блока, они стали нашей духовной чернью — что делать, перестраиваю и их. У нас, в стране ничего не получится, если именно мы не перестроим их в людей: хватит, граждане, быть ячейками, вы — люди! Не знаю, доживу ли. Всё. Вас я поздравляю с 70-летием! Ещё раз благодарю Вас. С уважением, Егор Самченко.
— Письмо Даниилу Гранину 6 ноября 1987 года
Филолог и культуролог Г. Ч. Гусейнов в работе «Советские идеологемы в русском дискурсе 1990-х годов», анализируя восприятие русского мата представителями различных слоёв российской интеллигенции, выделяет варианты либерально-западнического, официально-западнического и официально-почвеннического (то есть консервативно-народного) языкового пуризма. Если к представителям первого направления он относит М. М. Жванецкого, второго — И. Л. Волгина, то к представителям третьего направления он безусловно относит Егора Самченко: «Почвенник видит в расширении применения мата угрозу устоям народной жизни с её привычной и удобной сегрегацией „высокого“ и „низкого“, „официального“, „белого“, праздничного существования и „подпольного“, „чёрного“, будничного прозябания». В качестве иллюстрации своего тезиса учёный приводит стихотворение Самченко, написанное поэтом по следам октябрьских событий 1993 года в Москве и опубликованное в журнале «Наш современник»:
Всюду этот, сердитый. Всюду мат-демократ.
Пять свечей поминальных у стенки стоят.
Если снайперы в танке,

Спи спокойно, Останкино […].
Поскольку семья Егора — Дмитрий Иванович и Пелагея Ивановна Самченко — была родом с Кубани, то архаичные и диалектные слова в стихах исторической направленности самого Егора Самченко были использованы в 1998 году составителем авторского словаря кубанского говора П. И. Ткаченко. Публикуя стихотворение «Ваша верна жена Головата» в сборнике «Помогаю жить», Самченко снабдил его собственными комментариями для расшифровки некоторых исторических реалий: кто такой Антон Головатый, что такое «фигура» (высокая жердь с факелом на конце) и так далее. Пётр Ткаченко использовал слово «залога» из поэтического словаря Самченко в своём словаре, пояснив, что залогой на Кубани назывался пограничный пост из одного-двух
казаков или вид казачьей пограничной службы. Далее следовал стихотворный пример словоупотребления залоги из книги Самченко: «И, как свет у залоги Лабинской».

## Современники о Егоре Самченко
Память о Егоре Самченко сохранилась благодаря его экстравагантной манере общаться с коллегами-поэтами. Мемуаристы единодушно сходятся в том, что Самченко был прирождённый врач-психиатр и в то же время весьма одарённый поэт, это чувствовалось во всём. Так, Георгий Елин вспоминал, что на семинаре у Бориса Слуцкого произошёл курьёзный случай, когда на занятия поэтической студии случайно забрёл какой-то алкоголик, сбитый с толку надписью «Товарищеский суд» над дверями студии. От настырного посетителя избавить аудиторию удалось только Егору Самченко, мобилизовавшему свои профессиональные навыки врача-психиатра.
Ещё один подобный эпизод касался Ярослава Смелякова. В Союзе писателей у Ярослава Васильевича была репутация непредсказуемого, вечно нетрезвого человека с грубоватыми лагерными манерами, которые он не считал нужным скрывать даже на приёме в Кремле на вручении Государственной премии. Смеляков держался со всеми весьма независимо, а молодые поэтические таланты отказывался признавать принципиально, и лишь у солнечногорского поэта получилось обратить на себя внимание автора стихотворения «Если я заболею…». Г. А. Елин вспоминал: «Только Егору Самченко (врачу-психиатру из Солнечногорска), дико одарённому и нынче совсем забытому, удалось — буквально взял старика за грудки: „Пошли, Ярослав, я тебе свои гениальные стихи почитаю!“ Ошарашенный напором и обращением на „ты“, Смеляков вдруг сник, и весь ЦДЛ видел, как Самченко в нижнем буфете читал мэтру свою рукопись…». В конце того же 1972 года Ярослав Смеляков умер, и Борис Слуцкий, двумя неделями спустя вернувшийся на занятия литературного семинара с похорон другого поэта-ветерана — Семёна Кирсанова, упрекнул своих учеников, в частности, Егора Самченко, написавшего стихотворение о Смелякове, и Виктора Гофмана в том, что молодые люди не считают нужным провожать на кладбище своих умерших коллег.
Однокурсница Самченко по литературному семинару у Бориса Слуцкого Олеся Николаева вспоминает «колоритнейшего» врача-психиатра Егора Самченко: «Как и многие люди этой профессии, он путал семинар с больницей, где практиковал, и вёл себя как свой собственный пациент… Были у него строчки, которые стали хитом сезона и передавались семинаристами из уст в уста: „Ворон крови попил. Сыт“». В действительности заключительные строчки стихотворения Самченко «Тихо в поле Куликовом…» выглядели так: «Чёрный ворон / крови полон — / сыт».
В начале 1970-х годов Егор Самченко прочно вошёл в литературную среду столицы, он стал завсегдатаем квартирных собраний у Вадима Кожинова. Атмосферу этого салона передаёт шутливое стихотворение Олега Дмитриева «Литературный салон у Кожинова» 1973 года, где, кроме самого Кожинова, перечисляются Станислав Куняев, Игорь Шкляревский, Андрей Битов, Вячеслав Шугаев, Анатолий Передреев, Владимир Соколов и многие другие поэты и писатели:
Какой восторг в глубинах взора
Горит у Самченко Егора!
(Хотя районный психиатр
В салоне выглядит, пожалуй,
Почти, как деревенский малый,
Пришедший в оперный театр.)
Критик Сергей Куняев, давая беглые характеристики поэтам, упомянутым в этом стихотворном экспромте О. М. Дмитриева, пренебрежительно коснулся и солнечногорского автора: «Егор Самченко, введённый в кружок Шкляревским (на которого Егор всегда смотрел снизу вверх), так и останется восторженным зрителем, не напишет толком ни одного цельного стихотворения и будет запивать свою творческую несостоятельность лошадиными дозами алкоголя».
Русско-армянская поэтесса Сэда Вермишева вспоминала, что для вхождения в литературную жизнь столицы она обратилась за помощью к поэтессе и переводчице Татьяне Спендиаровой — дочери композитора Александра Спендиарова. Та ввела её в кружок московских поэтов, отличительной чертой которого было благоговейное отношение к творчеству Осипа Мандельштама: Аделина Адалис, Людмила Мигдалова, художник-нонконформист Борух Штейнберг — сын поэта Аркадия Штейнберга — и ещё один представитель московского андерграунда — поэт Леонид Губанов. Центром этой группы, по словам Сэды Вермишевой, был Егор Самченко.
Поэт и писатель Юрий Поляков, главный редактор «Литературной газеты», в воспоминаниях «Обломки поэта» в 2017 году писал: «Душевные заболевания и странности в нашей среде тоже встречались. Достаточно вспомнить поэта Егора Самченко, в прошлом главного психиатра целого района Подмосковья. Так вот, при общении он сам напоминал мне пациента, сбежавшего из дома скорби». Михаил Синельников, рассказывая о литературных пристрастиях поэта Александра Межирова, упоминает и его любовь «к полубезумному Егору Самченко, совершившему внезапный рывок». И на самом деле, в статье А. Межирова «О поэзии Евгения Евтушенко» в альманахе «Поэзия» № 56 в 1990 году среди наиболее влиятельных поэтов современности, наряду с А. Вознесенским, Б. Ахмадулиной, И. Бродским и Ю. Казаковым, называется и Е. Самченко. Однако в другом месте тот же Синельников рассказывал о гневном отзыве Межирова о Самченко: «Двоедушный выродок!».
Приём подобной «двойственности» Егор Самченко использовал при создании образа своего лирического героя в стихотворении «Маленькое послесловие»: «И я ловлю себя на мысли: / Распутин я с того виска, / А с этого я Сам ЧК. / Я и убийца мой, мы спелись, / Я нас за правду полюбил. / Я Феликс, раз, я Феликс, Феликс! / Я отравил, я застрелил». Здесь под Феликсом понимается как Феликс Юсупов, один из организаторов убийства Григория Распутина, так и Феликс Дзержинский, основатель и руководитель ВЧК.

### Михаил Синельников о Егоре Самченко
Ждали, чтобы обулся,

Обещали покой.

Холодно отвернулся

Не спиной, а душой.

И раздели по знаку,

Он спокойно стоял.

«Да, — сказали из мрака, —

Вы сильны, генерал,

А ведь мы пересилим!» —

И толкнули за дверь.

«Холоднее России

Ледяная купель!» —

Окатили из шланга

Ледяное крыльцо,

Снисходительно, нагло

Усмехались в лицо.

На немецкую вьюгу,

На снежинку глядел —

Белой, белой кольчугой

Снег летел и звенел.
Обобщить противоречивые стороны характера поэта и врача-психиатра взялся поэт, переводчик и литературовед Михаил Синельников. В отличие от других поэтов, эпизодически вспоминавших Георгия Дмитриевича, сразу же после смерти Самченко он посвятил покойному поэту отдельную статью «Русская стенгазета» в ноябрьском номере российско-еврейского журнала «Лехаим» 2002 года. По его оценке, Самченко трудно было выносить, многих раздражали его пьяные выходки, его странные беседы и мания величия, от поэта исходило некое «высоковольтное напряжение», то и дело бившее «током искрящейся и тщательно культивируемой душевной болезни». Поэтому мало кто испытывал желание общаться с Самченко в быту продолжительное время. «Да и тип малосимпатичный», — делает вывод мемуарист, поскольку внешне Самченко также выглядел далеко небезупречно: не то немытый, не то неряшливый, от одного вида которого не знавшие его люди сторонились.
Однако, вопреки такой неблагоприятной оценке личных качеств поэта, Синельников считает творчество Самченко несправедливо забытым в XXI столетии. Он ссылается на мнение литературного наставника Самченко — поэта Бориса Слуцкого, видевшего в Егоре будущее российской поэзии. Это предсказание Слуцкого Синельников считает оправданным: без гениальных стихов Самченко об Иване Грозном трудно представить полную версию русской поэзии двадцатого столетия. И если бы предстояла задача составить антологию из незаслуженно забытых советских поэтов, то первым, кого бы Синельников включил в неё, он называет Самченко. К творческим особенностям Егора относилось то, что он мог писать или очень сильные, или, наоборот, очень слабые стихи, но никогда не посредственные, которые быстро забываются, тогда как великие стихи часто рождаются из плохих.
Драматической страницей биографии Егора Самченко Михаил Синельников называет сближение поэта с антисемитским крылом русской литературы и редакцией журнала «Наш современник». Между тем наиболее ценившим Егора Самченко был Б. А. Слуцкий, который прокладывал ему дорогу в поэзии, по-отечески опекал его, хотя это и не входило в обязанность литературного наставника, ссужал деньгами и даже покупал одежду и обувь. В благодарность за то, что Слуцкий купил для Самченко новое зимнее пальто, тот посвятил Слуцкому одноимённое стихотворение в первом сборнике «Жёсткий вагон», правда, раскритикованное Станиславом Рассадиным. Тем не менее, однажды Самченко, поблагодарив Слуцкого за заботу, заявил своему наставнику: «Но больше я не буду дружить с вами, Борис Абрамович, теперь я — антисемит». Подобная выходка своего любимца больно ранила поэта-фронтовика. Однако причина антисемитизма Самченко, по мнению М. И. Синельникова, крылась не в идеологических предустановках, а была результатом алкогольной деморализации. Автор опять цитирует мнение Александра Межирова: «Да, здесь безумие Ивана Грозного совпало с безумием ресторана ЦДЛ!».
Несмотря на подобный поступок, Самченко не стал отпетым антисемитом, он сохранил уважение к своему учителю и любовь к его стихам, преклонялся перед поэзией Осипа Мандельштама и его «Разговором о Данте». Этому моменту, в частности, посвящено стихотворение Самченко «К „Разговору о Данте“». По этой причине правые литераторы не торопились принять его в свои ряды: «Не совсем-то Самченко был и „наш“, какой-то „и нашим и вашим“! […] Самченко, даже двуликий и податливый, не годился для вечевой сходки. Он был всё-таки слишком поэтом, чтобы стать „активным штыком“ и войти, например, в бюро секции поэзии…». Невыносимый характер Самченко и меру его таланта М. И. Синельников пытается сравнить с задиристостью и талантом М. Ю. Лермонтова: «Но, Боже мой, разве можно было выносить Лермонтова! […] Сравнение кажется невозможным и всё же, и всё-таки…».

### Книги
- Самченко Г. Д. Жёсткий вагон : Стихи. — М. : Современник, 1975. — 79 с. — (Первая книга в столице). — 10 000 экз.
- Самченко Г. Д. Помогаю жить : Стихи. — М. : Советский писатель, 1987. — 176 с. — 8000 экз.
- Самченко Г. Д. Лики свободы : Стихи. — М. : Современник, 1989. — 125 с. — (Новинки «Современника»). — 6500 экз. — ISBN 5-270-00552-2.
- Самченко Г. Д. В октябре и т. д. : Стихи. — М. : Рекламная библиотечка поэзии, 1994. — 7 с.

### Публикации в периодической печати и сборниках
- Тема; «Глупая ты, темноты не страшись…»; «Под вечер выбираю…» Стихи. — Кубань, 1968, № 5, стр. 33.
- «Тихо в поле Куликовом…»; «А под вечер…»; Снег. Стихи. — Комсомольская правда, 1971, 1 декабря.
- И в начале. Стихотворение. — Альманах «День поэзии». 1971. — С. 98.
- «Пора вдохновений. Скворечник покинут…»; «Вольно так, легко отчего-то!..»; 21. Январь; «Под незатейливый мотив…» Стихи. — Альманах «День поэзии». 1972. — С. 229—230.
- «Работа — душа народа». Цикл стихотворений. — Знамя, 1973, октябрь. — С. 117—119.
- Баллада о рабочих розах; Баллада о войне и мире. Стихи. — Юность, 1973, апрель. — С. 50.
- Ещё о войне. — Альманах «День поэзии». 1973. — С. 223.
- «Остановись, мгновенье, ты — прекрасно». Заметки о новых книгах молодых поэтов. — Альманах «Поэзия». 1974. № 11. — С. 157—166.
- «Гроза гуляет по Днепру…»; Тоска по Лермонтову. Стихи — Альманах «День поэзии». 1975. — С. 109.
- «Мороз и солнце. Бьют куранты…» Стихотворение. — Сборник «Москва лирическая». Антология одного стихотворения. — М.: Московский рабочий, 1976. — С. 333.
- Детство; Верблюд после стрижки. Стихи. — Юность, 1979, ноябрь. — С. 13.
- Красота и польза. (Ст. Куняев, «Свободная стихия». М., «Современник», 1979. 320 с.; Ст. Куняев, «Избранное». М., Худож. лит., 1979. 381 с. [Рецензии]). — Огонёк, 1980, № 31 (2768), 2 августа. — С. 14.
- Солнечные кольца; «Новоселье Москвою идёт!..»; «Я люблю эти тихие зори…»; «Через время бежит человек…». Стихи. — Литературная газета, 1980, 23 июля. — С. 7.
- Из лирики: Капель; Утренняя охота в степи; В пустыне; Жажда; «Молчи, ни слова о себе!…» Стихи. — Октябрь, 1980, ноябрь. — С. 160—161.
- «Выбираю злобу дня. Так что не взыщите…»; «Вы, дорогие мои, Вы отвернётесь едва ли…» Стихи. — Альманах «День поэзии». 1980. — С. 146.
- «Лишь мысль о параде…»; Сварщик. Стихи. — «Сердце России». Поэтический сборник. Выпуск 2. — М.: Молодая гвардия, 1981. — С. 452—453.
- Одиночество Дмитрия Донского. — Альманах «Поэзия» № 33, 1982. — С. 99—100.
- «Траве не больно? Больно ей…»; Жена; Прохожий. Стихи. — Альманах «День поэзии». 1982. — С. 143.
- Волна? Да, как неопределённость. Очерк. — Литературная учёба, 1983, март — апрель. С. 215.
- «Там заглушал меня ручей…» Стихотворение. — Альманах «День поэзии». 1983. — С. 41.
- Село Каменный Брод. Стихотворение. — Альманах «День поэзии». 1984. — С. 119.
- Чистота идёт на всех. [Размышления над страницами «Слова о полку Игореве»]. Очерк. — Литературная учёба, 1985, март — апрель. — С. 184—190.
- Овлур; Снег генерала Карбышева. Стихи. — Альманах «День поэзии». 1985. — С. 93.
- «Я бессильно лежал на спине…»; Герой КНДР Яков Новиченко. Стихи. — Юность, 1986, сентябрь. — С. 75.
- Воробей; Василёк во ржи. Стихи. — Альманах «День поэзии». 1986. — С. 235.
- Телефон; Вдова Кедрина; «В субботу, на исходе дня…». Стихи. — Огонёк, 1987, 25 июля, № 30. — С. 24.
- «Я сыт закрытыми фактами…»; «Сотни птицами летят…» Стихи. — Альманах «День поэзии». 1988. — С. 143.
- «Словно Божий ветер дунул…»; «Всюду этот, сердитый…» Стихи. — Наш современник. 1994. № 6. — С. 98—99.
- Маленькое послесловие; «Я славлю сон Обломова…». Стихи. — «Строфы века»: Антология русской поэзии. — М.: Полифакт, 1995. — С. 868—869.

### Переводы
- Нурыев, Италмаз. Спасибо за соль : Стихи. — М. : Советский писатель, 1976. — 110 с. — Пер. с туркм. Е. Самченко, И. Шкляревского.
- Поэты Киргизии / Байзакова Т., Ватагина М. Редакция стихотворных переводов Цыбин В. — Л. : Советский писатель. Ленинградское отделение, 1980. — 670 с. — (Библиотека поэта. Малая серия). — 100 000 экз.
- Тарасов С. И. На берегах Синэ : стихи : перевод с якутского. — М. : Современник, 1984. — 77 с. — (Новинки «Современника»).
- Чиковани С. И. Стихотворения и поэмы : Стихи / Квитаишвили Э. Д. — Л. : Советский писатель, 1983. — С. 240. — 367 с. — (Библиотека поэта. Большая серия). — Пер. с груз. Б. Пастернака, А. Тарковского, Е. Самченко и др.